# Delà
Delà, o Dela di Empúries (... – 894), è stato un nobile franco, conte d'Empúries, assieme al fratello, Sunyer II, dall'864 fino alla sua morte e, per circa due anni (888-890) anche conte di Gerona.

## Origine
Era il figlio secondogenito del conte d'Empúries e di Rossiglione, Sunyer I e della moglie di cui non si conoscono né il nome, né gli ascendenti.

## Biografia
Di Dela si hanno scarse notizie.
Dopo la ribellione di Unifredo, il re dei Franchi occidentali, Carlo il Calvo, che aveva avuto la meglio su Pipino II di Aquitania, nell'864, nominò Conte di Empúries suo fratello, Sunyer che lo associò nel governo della contea.
Dopo che da Carlo il Calvo era stata sedata la ribellione (marzo-aprile 878) di Bernardo di Gotia, al congresso di Troyes, Sunyer II ed il fratello Delà, riconfermati nella contea di Empuries, cercarono invano di avere anche la contea di Gerona, ma il loro tentativo fu reso vano da Goffredo il Villoso.

Forse Dela fu anche conte di Gerona per un breve periodo
Nell'889, il fratello, Sunyer II, per farsi confermare il titolo della contea, si recò sino ad Orléans, per rendere omaggio al re dei Franchi occidentali, Oddone.
Nell'894, Delà morì, lasciando il fratello Sunyer II, unico conte.

## Matrimonio e discendenza
Secondo lo storico spagnolo Pròsper de Bofarull, Dela aveva sposato Chintola o Cixilona, una delle figlie del conte di Barcellona, Sunifredo I, da cui aveva avuto due figlie:
- Ramlo (†  960), badessa del Monastero di Santa Maria di Ripoll[6], che ricevette una donazione dalla sorella[6]
- Vigilia (†  957), era la concubina di Miró II conte della Cerdanya, di Conflent e di Besalú[7], a cui diede cinque figli[8]:
  - Cixilona che sposò Ajalberto
  - Gotruda († tra il 956 e il 963), che nel 947 sposò il conte Lupo I di Pailhars
  - Guilinda
  - Sesenanda
  - Fredelone o Guicalfredo (†  dopo il 964)

### Letteratura storiografica
- René Poupardin, I regni carolingi (840-918), in «Storia del mondo medievale», vol. II, 1999, pp. 583–635
- (ES)  Prósper Bofarull y Mascarò, Los condes de Barcelona vindicados, y cronología y genealogía..., volume 1